# 花君龍屬
花君龍屬（學名：Anthodon）是已滅絕爬行動物的一屬，屬於無孔亞綱鋸齒龍科，生存於二疊紀的南非、坦桑尼亞、可能還有俄羅斯北部。花君龍的身長約1.2-1.5公尺，體重約80-100公斤。牠的頭顱骨很小，頰骨像其他鋸齒龍科般，沒有尖刺。由於花君龍的骨骸與下白堊紀的恐龍頭顱骨一起被發現，所以理查·歐文（Richard Owen）在命名花君龍時，認為牠是一種恐龍。後來在1912年，羅伯特·布魯姆（Robert Broom）將其中的恐龍骨骸區別開來，並在1929年由法蘭茲·諾普喬（Franz Nopcsa）建立為新屬，劍龍科的似花君龍。